# ارباب حلقه‌ها: نبرد برای سرزمین میانه ۲: قیام پادشاه جادوگر
ارباب حلقه‌ها: نبرد برای سرزمین میانه ۲: قیام پادشاه جادوگر (به انگلیسی: The Lord of the Rings: The Battle for Middle-earth II: The Rise of the Witch-king) یک بازی ویدئویی منتشر شده توسط شرکت‌های ای‌ای گیمز است. این بازی در ۲۸ نوامبر ۲۰۰۶ عرضه شده و سازنده آن ای‌ای لس‌آنجلس است.